# Tavon Young
Pour les articles homonymes, voir Young.
(en) Statistiques sur pro-football-reference
Tavon Antonio Young, né le 14 mars 1994 à Oxon-Hill dans l'État du Maryland, est un joueur américain de football américain évoluant à la position de cornerback. Il joue actuellement pour les Ravens de Baltimore de la National Football League (NFL). Il a joué au niveau universitaire pour les Owls de l'université Temple.

## Biographie

### Carrière professionnelle
Le 9 mai 2016, Young signe son premier contrat professionnel avec les Ravens de Baltimore pour 4 ans et 2,94 millions de dollars qui comprend une prime à la signature de 605 130 dollars.
Le 1er juin 2017, il subit une déchirure du ligament croisé antérieur durant un entraînement avec l'équipe et manque par conséquent toute la saison 2017.